# Kędzierzyn-Koźle
Kędzierzyn-Koźle [kɛɲˈʥɛʒɨn ˈkɔʑlɛ], tyska: Kandrzin-Cosel, är en stad i södra Polen, belägen i Opole vojvodskap. Administrativt utgör orten en stadskommun, med 54 873 invånare i december 2020. Staden är huvudort i distriktet Kędzierzyńsko-Kozielski och näst största stad i Opole vojvodskap.

## Geografi
Staden ligger på den plats där floden Kłodnica och Gliwickikanalen mynnar i Oder. Den historiska stadskärnan utgörs av den medeltida staden Koźle. Under 1800-talet uppstod industrier i mindre orter öster om staden, och dessa utvecklades till nya stadskärnor under den polska efterkrigstiden efter 1945.

## Historia
Kędzierzyn-Koźle bildades som stad 1975, då de dåvarande självständiga städerna Koźle (tyska: Cosel), Kędzierzyn (Kandrzin), Kłodnica (Klodnitz) och Sławięcice (Slawentzitz) administrativt slogs samman.

## Sport
Volleybollklubben ZAKSA Kędzierzyn-Koźle, som vunnit CEV Champions League flera gånger, kommer från staden.